# Antoine Laganière
Antoine Laganière, född 5 juli 1990, är en kanadensisk professionell ishockeyspelare som spelar för Anaheim Ducks i NHL.
Han blev aldrig draftad av något lag.